# 青春期 (2011年电影)
《青春期》（英語：Pubescence）是2011年7月20日在中国大陆上映的浪漫爱情片。

## 剧情
程小雨不是一个传统式的好女孩，她有着泡夜店、翻墙逃课、进男厕、抽菸、酗酒等等不检点的行为，她放纵自己，用来表示对父母离婚的抗议和控诉。当王小菲遇见程小雨的时候，立刻就爱上了她。他在千纸鹤上写下情话表达对她的爱慕，在程小雨出现危险的时候，他总是去扛起这一切。王小菲的付出没有白费，最终他感动和温暖了程小雨受伤的心灵，使她重新走入人生正规，两人双双考上了同一所大学。

## 主题
该片故事呈现了晦涩和叛逆的青春，主题是年轻人对于性的态度，及其表现方式。

## 演员
| 姓名   | 角色   | 备注                   |
| ------ | ------ | ---------------------- |
| 赵奕欢 | 程小雨 | 问题少女               |
| 王一   | 王小菲 | 一个善良渴望爱情的宅男 |
| 王梦婷 | 香奈儿 |                        |
| 郭佳伟 | 栗子   |                        |
| 古筝   | 青春   |                        |
| 秦汉擂 | 秦祥林 | 体育老师               |